# Таджикская Автономная Социалистическая Советская Республика
Таджи́кская Автоно́мная Социалисти́ческая Сове́тская Респу́блика (тадж. جمهوريت اجتماعی شوروى مختار تاجيكستان / Çumhūrijati Sūsiolistiji Şūraviji Muxtori Toçikston / Ҷумҳӯрияти Сӯсиолистии Шӯравии Мухтори Тоҷикистон) или Таджи́кская АССР (тадж. جاشم تاجيكستان / ÇSŞM Toçikston / ҶСШМ Тоҷикистон) — автономная советская социалистическая республика в составе Узбекской Советской Социалистической Республики СССР.

## История
14 октября 1924 года, после решения о разделе Туркестанской АССР и Бухарской ССР, вторая сессия ЦИК СССР утвердила постановление о национально-территориальном размежевании Средней Азии и образовании Туркменской ССР, Узбекской ССР, Таджикской АССР в составе Узбекской ССР, Казахской АССР, Кара-Киргизской и Кара-Калпакской автономных областей в составе РСФСР. В состав Таджикской АССР были включены следующие территории — Душанбинский (Гиссарский), Каратегинский (или Гармский, включая Дарваз и Вандж), Кулябский, Кургантюбинский, Пенджикентский (включая Фалгарскую волость), Ура-Тюбинский (включая Матчинскую волость) и Сари-Асийский вилояты (области).
2 января 1925 года была образована Горно-Бадахшанская автономная область, которая вошла в состав Таджикской АССР. Общая территория Таджикской АССР составила 135 620 км², население 739 503 человека. При этом большая часть таджиков осталась за пределами Таджикской АССР (прежде всего в Самаркандской и Бухарской областях, а также в Сурхан-Дарьинском округе Узбекской ССР).
1 декабря 1926 года в Душанбе прошел I съезд Советов Таджикской АССР, на котором были приняты Декларации о национализации земли, вод, земных недр и лесов, Декларация об образовании ТАССР, распущен Революционный Комитет и образованы ЦИК ТАССР и Совет Народных Комиссаров.
29 апреля 1929 года II съезд Советов Таджикской АССР принял Конституцию (Основной Закон) республики. 16 октября 1929 года Таджикская АССР была преобразована в Таджикскую Советскую Социалистическую Республику. 5 декабря 1929 года Таджикская ССР вошла в состав СССР на правах союзной республики.

## Население
По данным всесоюзной переписи населения СССР 1926 года, население Таджикской АССР составляло 827 тысяч 200 человек. В национальном составе преобладали таджики — 617 125 человек. Второй по численности являлись узбеки — 175 627 человек. Далее следовали кара-киргизы (то есть современные киргизы) — 11 410 и русские — 5600. Также в республике проживало небольшое количество туркмен, казахи, татары и украинцы.

## Административное деление
В Таджикской АССР было введено такое же административное деление, как и в бывшей Бухарской НСР. Она делилась на 8 вилоятов (областей), каждый вилоят делился на туманы (всего 35 в Таджикской АССР), соответствующие волостям Узбекской или Туркестанской республик. Туман делился на кенты (сельские общества). Волости бывших Самаркандского и Ходжентского уездов остались без изменений.

### Пенджикентский вилайет

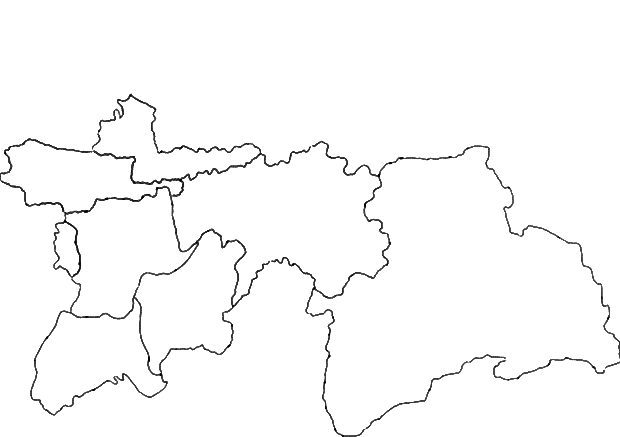
Деление Таджикской АССР

Площадь около 8150 кв. вёрст. Центр — Пенджикент (ок. 3140 жителей (1920)). Состоит из шести волостей (туменей): Пенджикентской, Афто-бруинской, Искандеровской, Кштутской, Магиано-Фарабской, Фальгарской.

### Ура-Тюбинский вилайет
Площадь около 5250 кв. вёрст. Центр — Ура-Тюбе (ок. 13000 жителей (1923)). Состоит из шести волостей: Ура-Тюбинской, Ганчинской, Басмандинской, Шахристанской, Дальянской, Матчинской.

### Душанбинский вилайет
Площадь около 10000 кв. вёрст. Центр — Душанбе, столица Таджикской АССР. В вилайет вошли бывшие Гиссарское и Бальджуанское бекства. Состоит из пяти туменей: Дюшамбе, Явон, Янги-Базар, Файзабад, Гиссар.

### Сары-Ассийский вилайет
Площадь около 1100 кв. вёрст. Центр не определён (на 1925 год). В вилайет вошли районы Регара и Каратага. Делится на две тумени: Сары-Ассия, Каратаг.

### Курган-Тюбинский вилайет
Площадь около 8300 кв. вёрст. Центр — селение Джильликуль. В вилайет вошли бывшие Кабиаданское и Курган-Тюбинское бекства. Состоит из четырёх туменей: Курган-Тюбе, Сарай-Камар, Кабадиан, Джильликуль.

### Гармский вилайет
Площадь около 26800 кв. вёрст. Центр — Гарм. В вилайет вошли бывшие Каратегинское и Дарвазское бекства. Состоит из шести туменей: Гарм, Калай-ляби-аб, Обигарм, Дарваз, Хода, Ванг.

### Кулябский вилайет
Площадь около 10600 кв. вёрст. Центр — Куляб. В вилайет вошли бывшие Бальджуанское и Кулябское бекства. Состоит из четырёх туменей: Куляб, Муминабад, Хавалинг, Бальджуан.

### Горно-Бадахшанский вилайет
Площадь около 50000 кв. вёрст. Центр — пост Хорог. В вилайет вошли бывшие бекства Рушана, Шугнана, а также Ишкашимский и Восточно-Памирский районы. Состоит из шести туменей: Памирского, Ваханского, Ишкашимского, Шугнанского, Бартангского, Рошанского.

## Официальные символы

### Флаг
В соответствии с постановлением Президиума ЦИК Таджикской АССР от 23 февраля 1929 года, Государственный флаг Таджикской АССР представлял собой красное (алое) полотнище с изображением на его левой стороне в углу у древка государственного герба Таджикской АССР.
|                                        |                                  |
| Флаг Таджикской АССР в 1924—1929 годах | Флаг Таджикской АССР в 1929 году |

### Герб
Государственный герб Таджикской АССР состоял из золотых доса (таджикского серпа) и молота, положенных крест накрест рукоятками книзу и расположенных в лучах золотого солнца, окруженных венком из колосьев пшеницы справа и веткой хлопчатника с раскрытыми коробочками слева на оранжевом фоне. Внизу надпись на русском языке: «Пролетарии всех стран, соединяйтесь!». Сверху надпись на таджикском языке с арабо-персидской письменностью: «پرالتارهای همۀ جهان یک شوید» («Пролетарии всех стран, соединяйтесь!»).
Второй вариант герба Таджикской АССР был изображён таким образом: Государственный герб Таджикской АССР состоял из доса (таджикский серп) и молота в золоте положенных крест накрест рукоятками книзу и расположенных на пятиконечной звезде, на которой в синем небе освещено золотыми лучами золотого солнца, восходящего из-за покрытых снегом гор. Звезда окружена венцом из колосьев пшеницы справа и веткой хлопчатника с открытыми коробочками слева на оранжевом фоне. Венец перевит внизу лентой красного (алого) цвета. Под звездой надпись на русском языке: «Пролетарии всех стран, соединяйтесь!». Сверху звезды надпись таджикском языке с арабо-персидской письменностью и на латинизированном таджикском письме: «Пролетарии всех стран, соединяйтесь!». Внутренний рисунок герба окружен золотой лентой в виде полумесяца рожками вверх. Три надписи расположены одна над другой на этой ленте: в арабо-персидской письменности, в латинизированном таджикском письме и на русском языке: «Таджикская Автономная Советская Социалистическая Республика». Все эти три надписи расположены полукругом на золотой ленте в форме полумесяца.
|                                        |                                  |
| Герб Таджикской АССР в 1924—1929 годах | Герб Таджикской АССР в 1929 году |